# قطعنامه ۲۱۰۹ شورای امنیت
قطعنامه ۲۱۰۹ شورای امنیت سازمان ملل متحد سندی بین‌المللی دربارهٔ وضعیت در سودان و سودان جنوبی است. این قطعنامه طی نشست شورای امنیت سازمان ملل متحد در تاریخ ۱۱ ژوئیه ۲۰۱۳ میلادی با ۱۵ رأی موافق، ۰ مخالف و ۰ ممتنع به تصویب رسید.